# Teamgeist

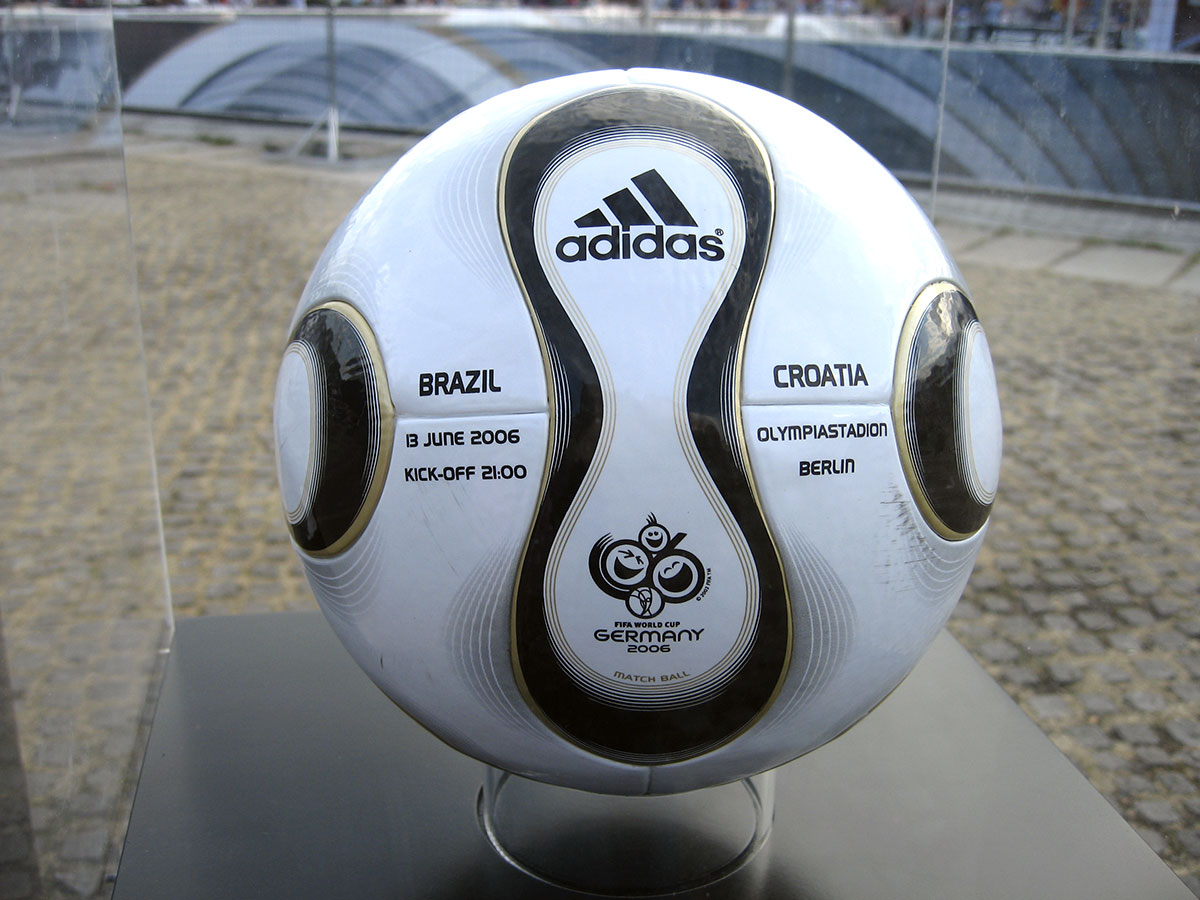
Le Teamgeist, portant la mention du match Brésil-Croatie

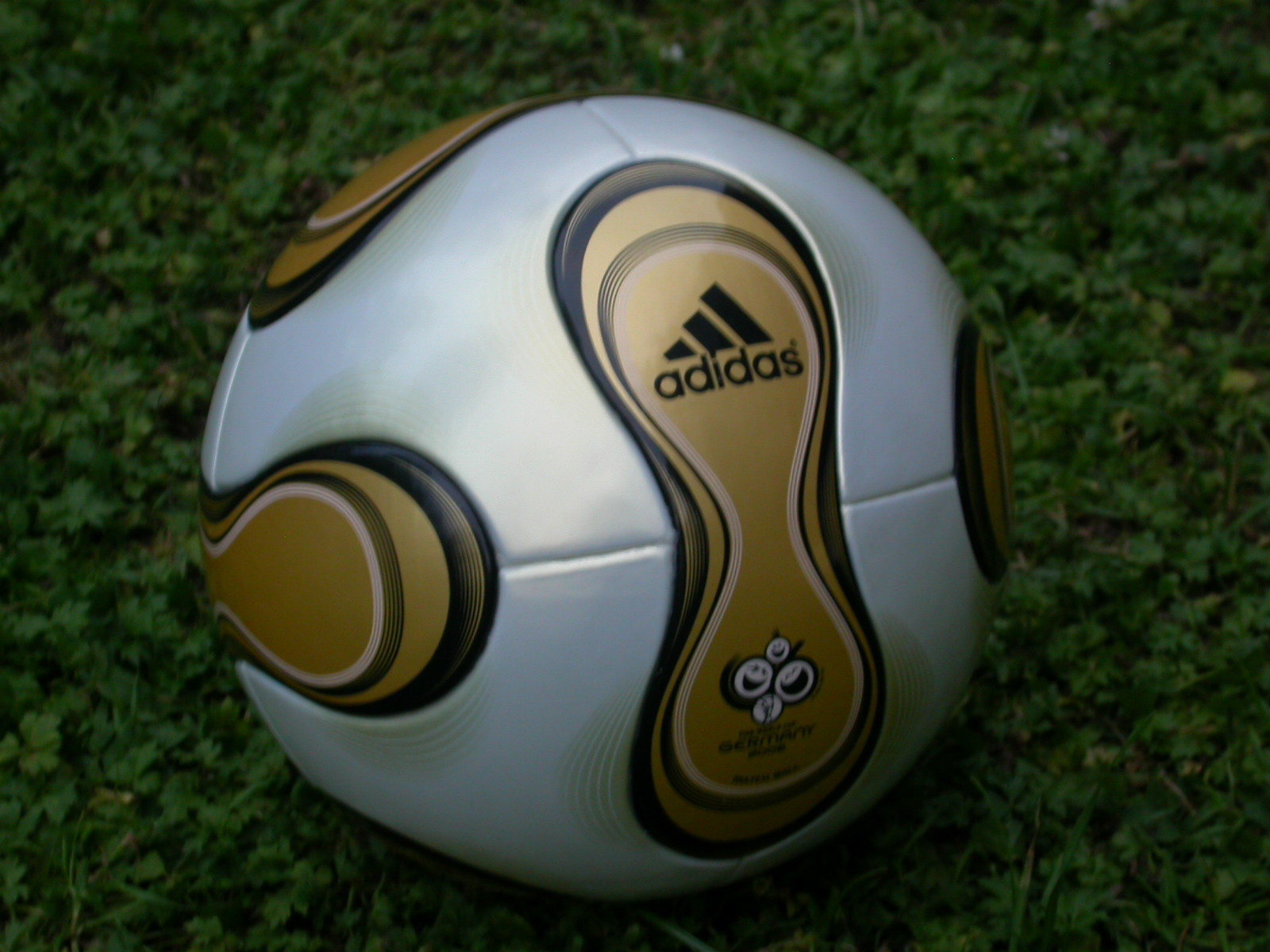
Le Teamgeist Berlin utilisé pour la finale

Le Teamgeist (en Allemand, esprit d'équipe) est le ballon officiel de la coupe du monde de football 2006 fabriqué par Adidas. 
Il a été conçu et développé spécialement pour cet évènement qui se déroula du 9 juin eu 9 juillet 2006 en Allemagne. Sa conception diffère des ballons de football traditionnels jusqu'ici utilisés, qui possèdent 32 découpages (20 hexagones et 12 pentagones), alors que Teamgeist n'a que 14 découpages, afin d'assurer une meilleure précision aux joueurs grâce à une surface plus lisse et sphérique. Le coloris du ballon principalement noir et blanc renvoie aux couleurs de la Mannschaft alors que les touches dorées sont censées rappeler le trophée de la coupe du monde de football. 
Chaque ballon utilisé pendant la coupe du monde 2006 porte mention de la date, du lieu et des équipes de chaque match. 2 880 Teamgeist ont été utilisés pendant le mondial. Par ailleurs, un ballon couleur or a été tout spécialement fabriqué pour la finale de la compétition, tandis qu'un Teamgeist bleu, blanc et rouge a été tout spécialement confectionné pour jouer la finale de la Coupe de France de football 2006. La structure du Teamgeist a également été reprise pour le ballon qui servit lors de la finale de la Ligue des Champions 2005-2006, mais avec un dessin différent doté d'étoiles rouges et blanches.
Il porte comme tous les ballons officiels utilisés dans les compétitions internationales la mention « Fifa Approved », un label attribué après des tests très pointus.
En 2022, la marque Allemande a également conçu une collection de maillots de football Teamgeist. Une rétrospective inspirée de la Coupe du monde 2006 et de l'esprit Teamgeist présent sur le ballon officiel du tournoi. Au total, la collection comporte les maillots de 9 clubs de football mondialement connus (Arsenal, Real Madrid, Juventus, Bayern Munich, Manchester United, Celtic, Ajax Amsterdam, Boca Juniors et Flamengo).

## Spécifications techniques
Il avait été conçu pour accueillir une puce électronique de traçage mais ce système fut abandonné après un test lors du Championnat du monde des moins de 17 ans en 2005 au Pérou.
|                                    | Standard Fifa Approved         | Mesures sur le Teamgeist        |
| ---------------------------------- | ------------------------------ | ------------------------------- |
| Circonférence                      | 68,5 – 69,5 cm                 | 69,0 – 69,25 cm                 |
| Diamètre                           | ≤ 1,5 % de différence          | ≤ 1,0 % de différence           |
| Absorption d'humidité              | ≤ 10 % d'augmentation du poids | ≤ 0,1 % d'augmentation du poids |
| Poids                              | 420 - 445 g                    | 441 - 444 g                     |
| Conservation de forme et de taille | 2 000 cycles à 50 km/h         | 3 500 cycles à 50 km/h          |
| Test de rebond                     | ≤ 10 cm                        | ≤ 2 cm                          |
| Perte de pression                  | ≤ 20 %                         | ≤ 11 %                          |